# O País (Angola)
O País – O Jornal da Nova Angola (frei übersetzt: Das Land – Die Zeitung des neuen Angola) ist eine angolanische Wochenzeitung.
Sie erscheint seit dem Jahr 2008 in Luanda in einer wöchentlichen Auflage von 15.000 Stück und gehört der Muttergesellschaft Media Nova, die sich in privaten Händen befindet. Hauptsektionen des Blattes sind Politik, Welt, Interview, Wirtschaft, Gesellschaft, Neues Angola, Sport, Kultur sowie Meinung. Eine Online-Ausgabe ist ebenso verfügbar, die von einer über 50-köpfigen Redaktion bearbeitet wird. Als Nachrichtenagenturen liefern Agência Angola Press (ANGOP), Agence France-Presse (AFP), Lusa, Thomson Reuters und Getty Images das nötige Hintergrundmaterial. Direktor ist João Van Dunem, Chefredakteur ist José Kaliengue.